# دونگا دوبرینگا
دونگا دوبرینگا (به صربی: Donja Dobrinja) یک منطقهٔ مسکونی در صربستان است که در Požega واقع شده‌است. دونگا دوبرینگا ۵۲۴ نفر جمعیت دارد.